# Пре кише
Пре кише (мкд. Пред дождот,енгл. Before the Rain) је македонски драмски филм из 1994. године који је као режисер и сценариста потписао Милчо Манчевски.

## Радња
Филм је подељен у три дела „Зборови“ (Речи), „Лица“ и „Слики“ (Слике) који за своју средишњу радњу имају трагичне и несрећне љубави.
„Речи“ прате монаха Ћирила који се заветовао на ћутање у манастиру негде у врлетима Македоније и његово устајање у одбрану Замире, младе Албанке у бекству пред руљом која је оптужује за убиство. Заједно напуштају манастир и беже кроз македонске врлети, али се њихова прича завршава изненада и брутално.
„Лица“ су смештена у ужурбани Лондон и прате Ану која је растрзана између своје љубави према свом супругу Нику са једне и привлачности ка разочараном македонском ратном фотографу Александру. Она бива увучена у читав низ трагичних догађаја кроз пуцњаву у једном ресторану недалеко од ње.
„Слики“ прате Александра који се враћа у своје родно село које је рат поделио на националној основи и у коме се на комшије Албанце гледа као на непријатеље. Он се у селу сусреће са својом старом љубављу Албанком Ханом, која га моли да помогне и сачува њену ћерку Замиру и док Александар креће у потрагу за Замиром, на хоризонту се ствара олуја (киша), а филм се враћа на свој почетак (пре кише).

## Ликови
Главни ликови у филму су:
- Отац Марко, Јосиф Јосифовски
- Отац Дамјан, Кирил Ристоски
- Монах Ћирило, Грегор Колин (фр. Grégoire Colin)
- Замира, Лабина Митевска
- Ана, Кетрин Картлиџ (енгл. Katrin Cartlidge)
- Александар, Раде Шербеџија
- Анина мајка, Филида Ло (енгл. Phyllida Law)
- Ник, Џеј Вилерс (енгл. Jay Villiers)
- Хана, Силвија Стојановска
- Трифун, Младен Крстевски
- Моме, Кирил Псалтиров
- Здраве, Петар Мирчевски
- Митре, Љупчо Бреслиски
- Бојан, Илко Стефановски
- Цвета, Милица Стојанова
- Доктор, Мето Јовановски
- Водач на банда, Благоја Спиркоски Џумерко
- Кате, Катерина Коцевска
- Кизо, Љупчо Тодоровски
- Георге, Симеон Мони Дамевски
- Главен службеник, Ленче Делова
- Атанас, Александар Микиќ
- Поштар, Нино Леви
- Полицаец 1, Гоце Влахов
- Алија, Владимир Јачев
- Кузман, Џемаил Максут
- Полицаец, Јордан Витанов